# (36219) 1999 TM221
1999 TM221 (asteroide 36219) é um asteroide da cintura principal. Possui uma excentricidade de 0.15008860 e uma inclinação de 6.43392º.
Este asteroide foi descoberto no dia 2 de outubro de 1999 por LINEAR em Socorro.